# North Star Mall
Pour les articles homonymes, voir North Star.
 (octobre 2019).
Le North Star Mall est un centre commercial américain situé à San Antonio, au Texas. Ouvert le 23 septembre 1960, il est la propriété du Brookfield Properties Retail Group.

## Histoire
Le centre commercial est développé par Community Research and Development Corp. (The Rouse Co.) et ouvre le 23 septembre 1960 avec 50 boutiques. Il est alors l'un des premiers grands centres commerciaux fermés du pays. Depuis son ouverture, le complexe commercial a quadruplé de volume. Au début, des plantes et animaux exotiques peuplaient les couloirs des galeries commerciales. La cour à pique-nique est une première.
En 1963, le centre commercial est agrandi, passant de 28.800 m² à 33.445 m². En 1969, la taille du bâtiment double presque pour atteindre 56.670 m², puis 85,750 m² au début des années 1980. Les bottes de cowboy monumentale occupant l'entrée du complexe commercial sont installées en 1979, alors les "plus grandes bottes de cowboy au monde" (12,2m hauteur, 9,1m longueur, 2,4m largeur, 4,5 tonnes), une œuvre de l'artiste texan Bob Wade.
En 1985, le centre commercial ajoute une nouvelle aile que vient occuper Saks Fifth Avenue. Macy's s'installe dans le centre commercial en 1997. En 2004, le centre commercial initie son plus grand plan de rénovation depuis son ouverture, un plan qui vise à moderniser les bâtiments et la décoration. Lors de cette rénovation, General Growth Properties rachète North Star Mall à The Rouse Co. Le Apple Store ouvre en 2008.

## Description
Le centre commercial propose des boutique haut-de-gamme pour la clientèle régionale aisée américaine et mexicaine.
Le complexe offre une surface commerciale de 111.484 m².

## Incidents
En février 2017, la police encercle le centre commercial après que des coups de feu provoquent la panique. En octobre 2019, un homme est touché par balle devant le centre commercial et emporté en urgence en réanimation.